# Emma Schenson

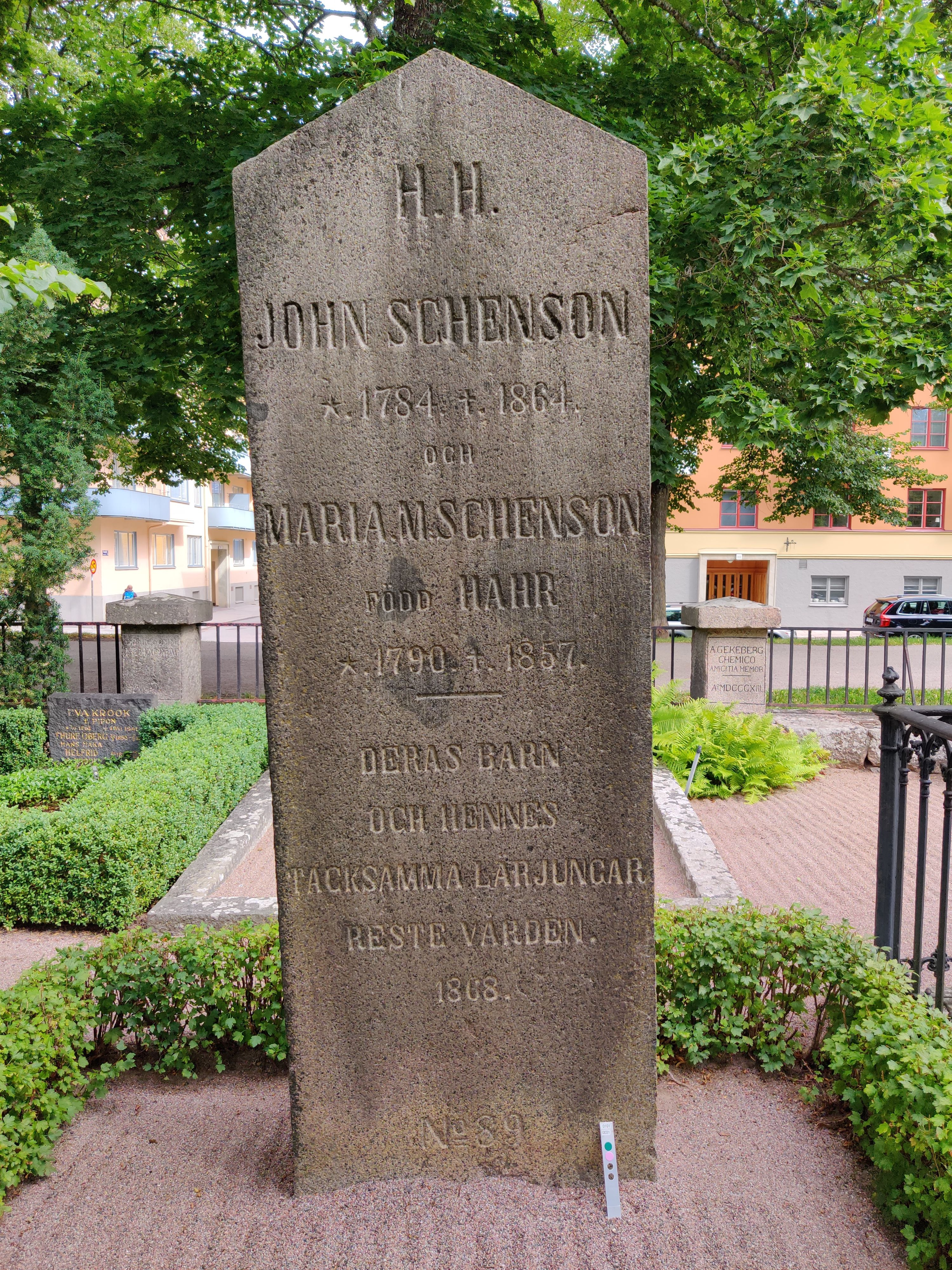
gravvård på Uppsala gamla kyrkogård gravplats 0101-0031.

Emma Sofia Perpetua Schenson, född 21 september 1827 i Uppsala, död där 17 mars 1913, var en svensk fotograf och akvarellist. Hon tillhörde pionjärgruppen av kvinnliga yrkesfotografer i Sverige. 

## Biografi
Emma Schenson var dotter till akademikamreraren John Schenson och skolföreståndaren Maria Magdalena Hahr. Hon förblev ogift. 

### Fotograf
Det är okänt hur Emma Schenson utbildades i fotografikonsten, men hon undervisades troligen av en kringresande fotograf. Genom näringsfrihetsförordningen 1864 fick kvinnor betydligt lättare att starta egna verksamheter. Emma Schenson var verksam som yrkesfotograf från 1860-talet och framåt. Hon blev därmed troligen Uppsalas första kvinnliga yrkesfotograf, och troligen också en av de första yrkesfotograferna i staden över huvud taget, eftersom yrket där tidigare hade präglats av kringresande fotografer. 
Hennes negativsamling försvann efter hennes död, men ett fåtal originalkopior finns bevarade. Dessa skildrar i huvudsak det centrala Uppsala, runt slottet, Carolina Rediviva, domkyrkan, universitetet och Fyrisån. I Uppsala universitetsbibliotek finns också ett album som visar domkyrkans förvandling under 1880–90-talen.

### Målare
Hon visade ett påfallande sinne för akvarellmåleri och utförde miljöbilder och porträtt, bland annat målade hon av Gurli Taube. Hennes  akvarell Domtrappshusetvar representerad vid Upplandsmuseets utställning 1959. Schening utgav 1877–1878 instruktionsboken Lätta teckningar för nybegynnare samt 1876 en samling Träsniderimönster.

### Eftermäle
Emma Schenson är begravd på Uppsala gamla kyrkogård.
Schenson är representerad med fotografier vid Upplandsmuseet, Västergötlands museum, Bohusläns museum, Victoria and Albert Museum samt med en mönsterbok vid Nordiska museet.